# Бахшиш, Ильяс Темирович
Илья́с Теми́р-Кая́ (Теми́рович) Бахши́ш (Бакши́шев; крымскотат. İlyas Bahşış, Ильяс Бахшыш; 1912, Симферополь — 22 июля 2000) — советский крымскотатарский композитор, музыкант. Заслуженный деятель искусств Крымской АССР (1940), Заслуженный артист Узбекской ССР (1967), Заслуженный учитель Узбекской ССР (1973), Заслуженный деятель искусств Украины (1993), Почётный крымчанин (2000).

## Биография
Родился в Симферополе. Окончил Симферопольскую крымскотатарскую образцово-показательную 9-летнюю школу № 13. В конце 1920-х учился в Москве в институте инженерно-коммунального хозяйства и в Казани. В 1934 году поступил в Симферопольский музыкальный техникум (класс профессора И. И. Чернова). Будучи студентом, ведёт дикторскую работу на Крымском радио. После окончания техникума (1937) был назначен главным музыкальным редактором радиокомитета. Сотрудничал с композитором Л. Книппером, прибывшим в 1937 году в Симферополь для создания Крымского государственного татарского театра оперы и балета. В том же году стал председателем новосозданного Музыкального фонда Крымской АССР, в 1940 году преобразованного в Союз композиторов Крыма, который вновь возглавил Бахшиш. Одновременно работал художественным руководителем Крымского государственного ансамбля песни и пляски крымских татар.
В предвоенные годы работает в основном в песенном жанре, пишет музыку к театральным постановкам. После занятия Симферополя немцами в составе ансамбля давал концерты в прифронтовых воинских частях на Перекопе и в немецких военных госпиталях Южнобережья, заведовал музыкальной частью Крымскотатарского театра и оформлял все музыкальные постановки, шедшие в театре в 1942—1943 годах. В конце 1943 года вместе с группой артистов театра был вывезен из Крыма в качестве остарбайтера в Румынию. В 1945 году, вернувшись домой, вместе с коллегами был депортирован в Таджикистан на урановые рудники. Однако личное письмо Калинину спасло музыканта от опасной работы и вскоре Бахшиш вернулся к творческой работе. До 1956 года работал заведующим музыкальной частью Ферганского узбекского и русского театров.
В 1957 году в Ташкенте Бахшишу удалось создать крымскотатарский ансамбль «Хайтарма», артистами которого стали депортированные в республики Средней Азии соотечественники. Большую роль композитор уделяет развитию крымскотатарской симфонической музыки. В частности в 1970-х годах он создал «Пять вариаций на крымскотатарские народные мелодии» для симфонического оркестра, «Татарскую рапсодию», музыкальную сюиту «Ватан тюркюси» («Песня о Родине»). В 1989 году Бахшишу удалось вернуться на родину. Бахшиш принял активное участие в возрождении Крымскотатарского драматического театра, до 1994 года был его художественным руководителем.
7 августа 2000 года посмертно удостоен звания «Почётный крымчанин».

### Личная жизнь
С 1940 года жил в Симферополе в Доме специалистов по ул. Жуковского, 20 с женой Эсмой, дочерьми Эльзарой (род. 1937) и Лейлой (род. 1940). В депортации у них родились сын Эскендер и дочь Гульнара.

## Награды и звания
- Заслуженный деятель искусств Крымской АССР (1940)
- Заслуженный артист Узбекской ССР (10.11.1967)[5]
- Заслуженный учитель Узбекской ССР (1973)
- Заслуженный деятель искусств Украины (1993)
- Государственная премия Автономной Республики Крым (1994) — за фольклорный сборник «Крымскотатарские народные песни» (собирание и составление)[6]
- Почётный крымчанин (2000, посмертно)[7]